# Tom Waakop Reijers

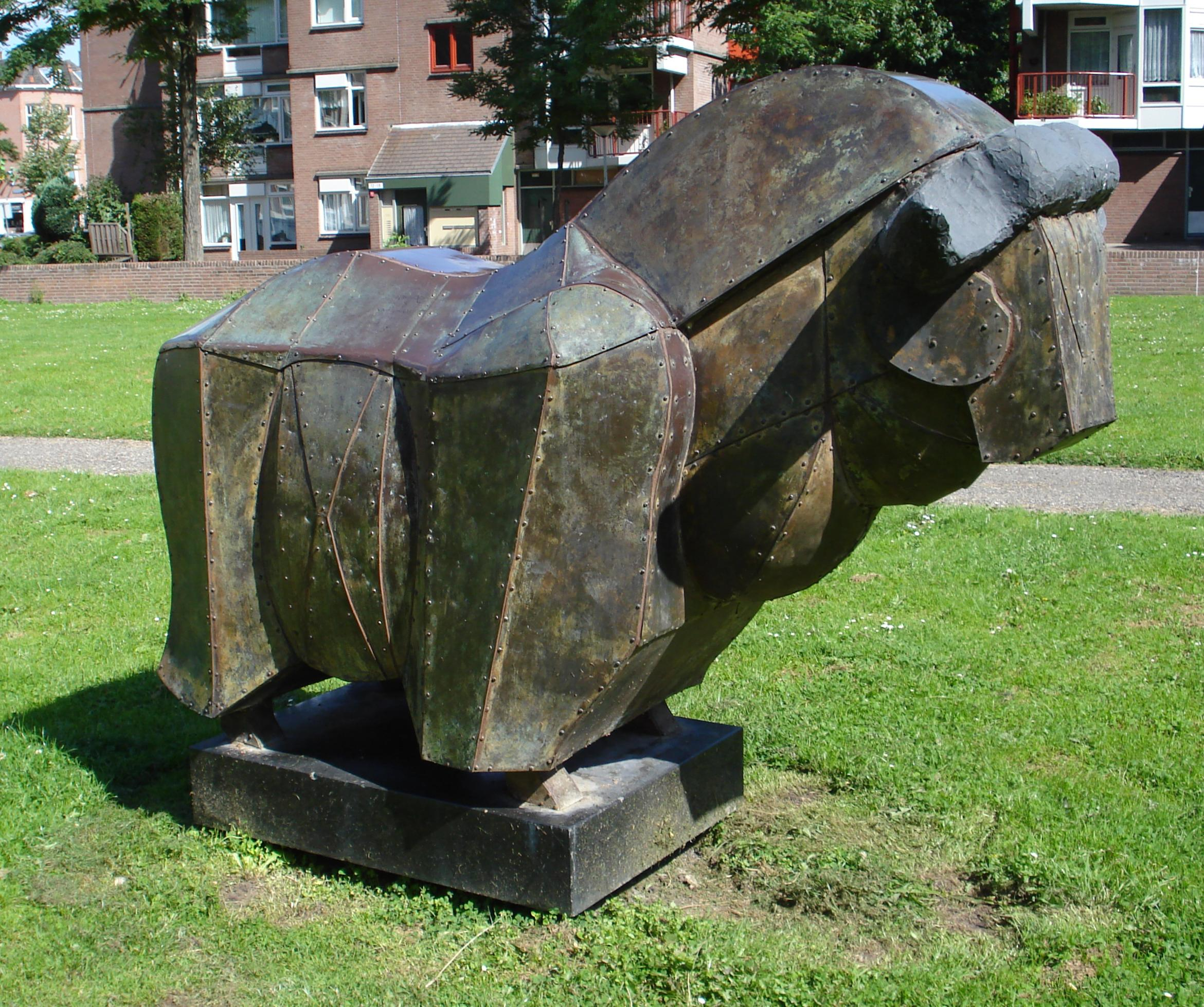
Muskusos (1989), Rotterdam

A.Th.L. (Tom) Waakop Reijers (Rotterdam, 25 maart 1948) is een Nederlandse beeldhouwer.

## Leven en werk
Waakop Reijers is een figuratieve beeldhouwer van mens- en dierfiguren. De door hem gebruikte materialen zijn hout, brons, messing en cortenstaal. Hij is de ontwerper van de Rotterdamse Bokelpenning, een sinds 1994 in de Deelgemeente Noord jaarlijks uit te reiken penning voor personen die zich bijzonder verdienstelijk hebben gemaakt voor de deelgemeente.
De kunstenaar woont en werkt in Rotterdam. Hij is vooral bekend geworden door zijn standbeelden van Joop Zoetemelk (1986) in Rijpwetering (sinds 2005) en van Coen Moulijn (2009) bij het Feijenoordstadion in Rotterdam.

## Werken in de openbare ruimte (selectie)
- Everzwijn (1977), Park Vossendijk in Rotterdam
- marmeren beeld (1983), Boergas (Bulgarije)
- Joop Zoetemelk (1986)[1], Oude Adeselaan in Rijpwetering (sinds 2005)
- Poseidon (1989), Westerkade in Rotterdam
- Muskusos (1989), Koeweide in Rotterdam (uitgevoerd in brons)
- De zonnebaadster (1996), Provenierssingel in Rotterdam
- Muskusos, Mijnsherenlaan in Rotterdam (uitgevoerd in messing)
- Muskusos (2005)[2], Quito (Ecuador) - uitgevoerd in cortenstaal
- Coen Moulijn (2009), Feyenoordstadion in Rotterdam

## Fotogalerij

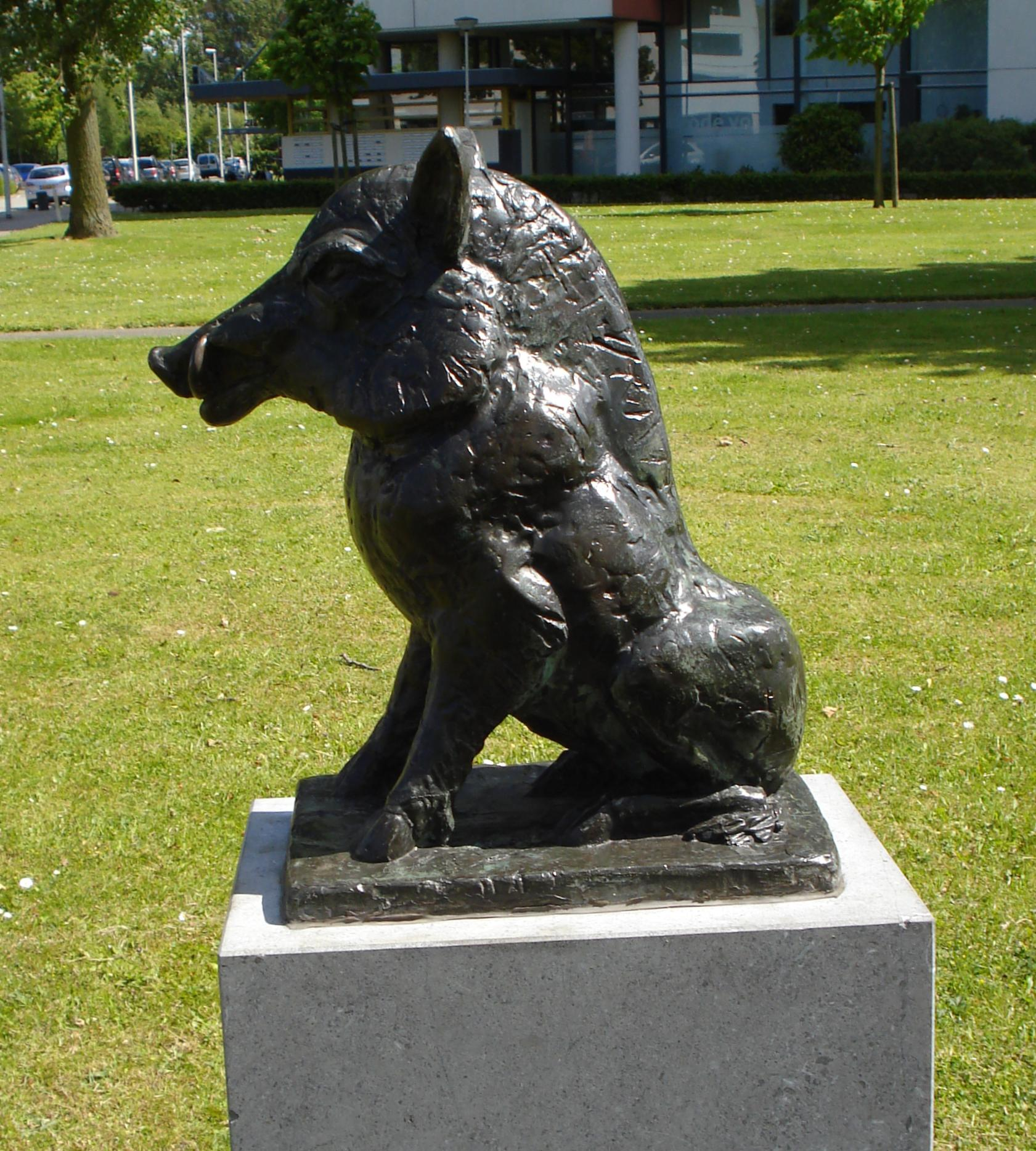
Everzwijn
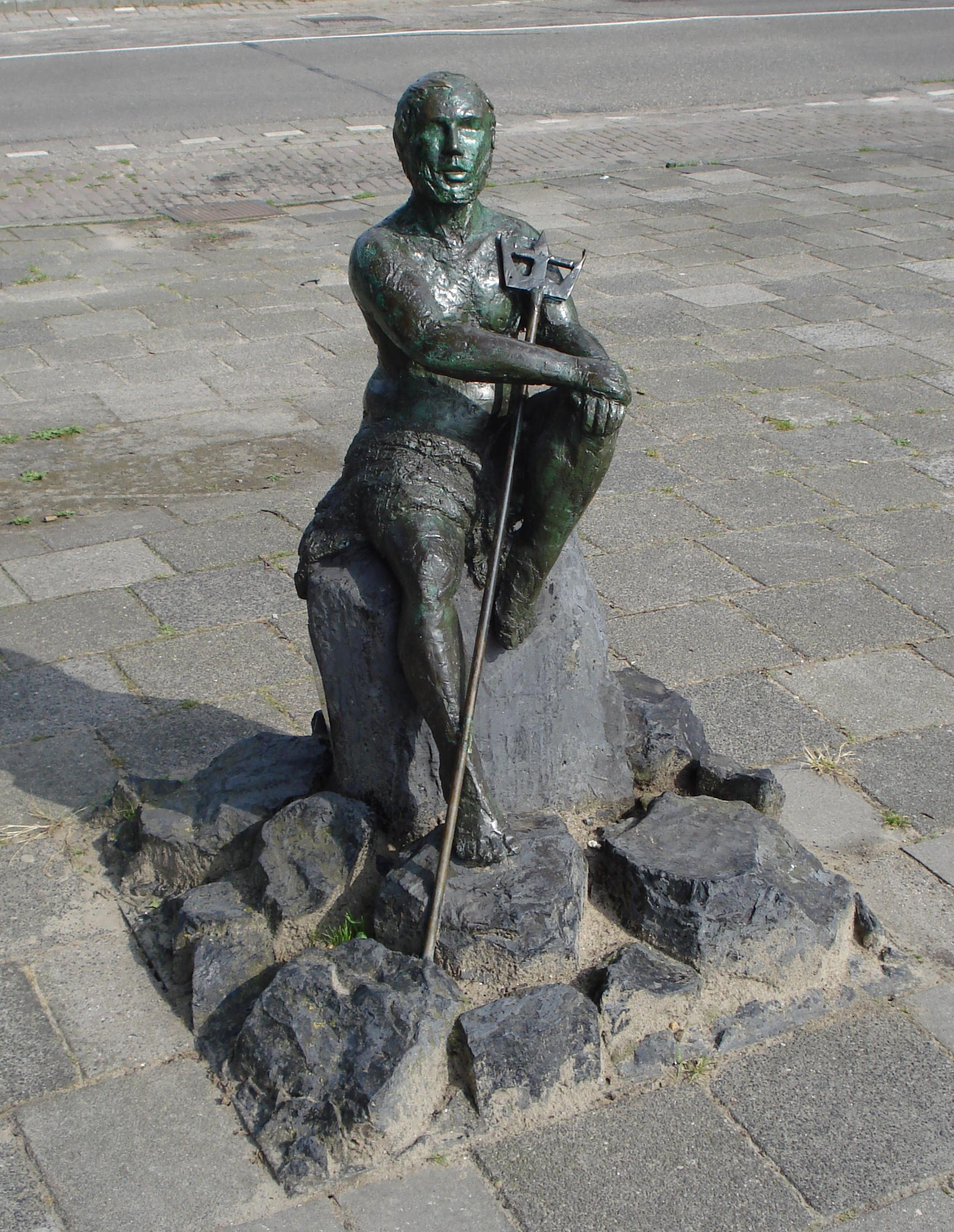
Poseidon
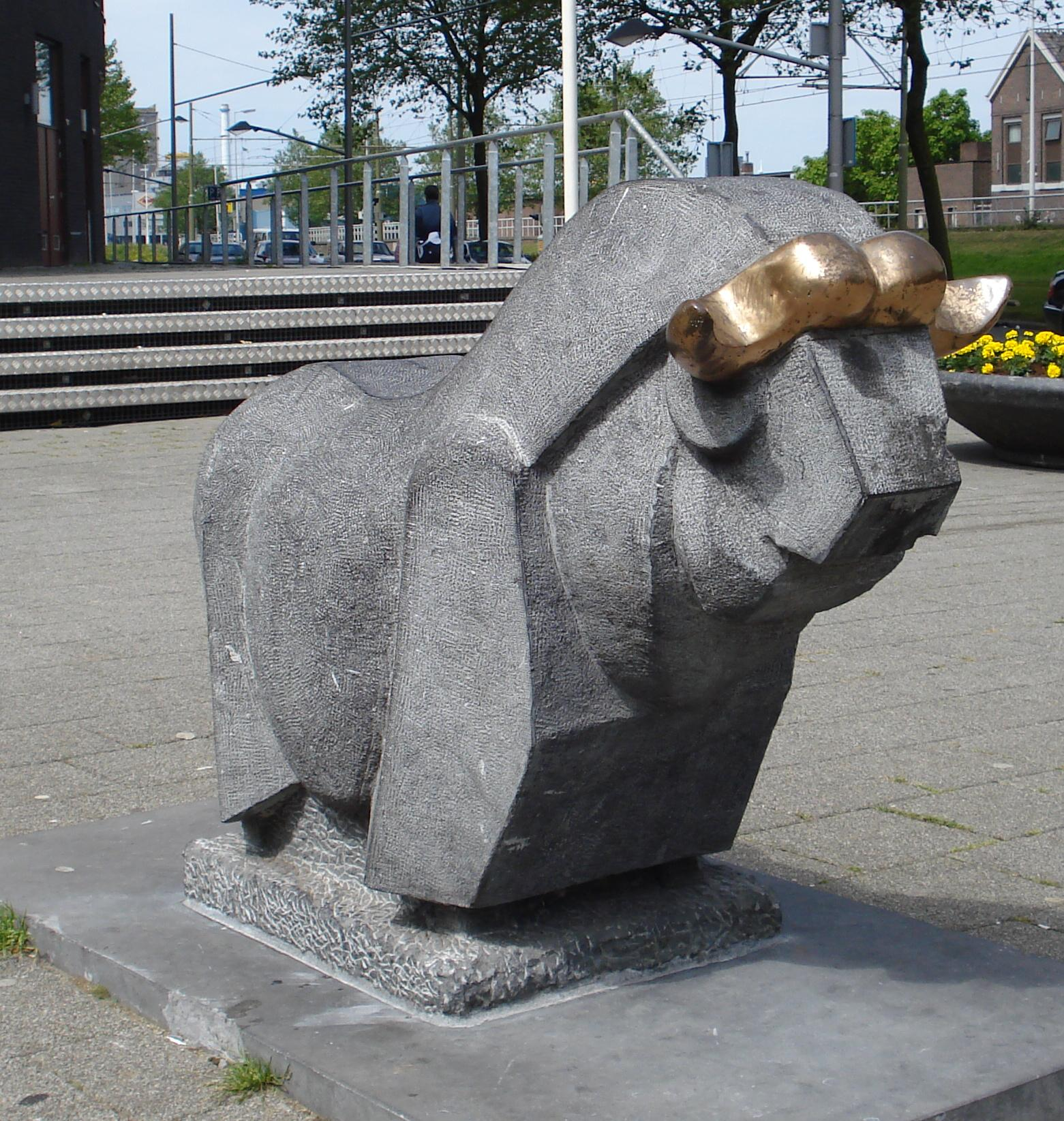
Muskusos, Mijnsherenlaan in Rotterdam
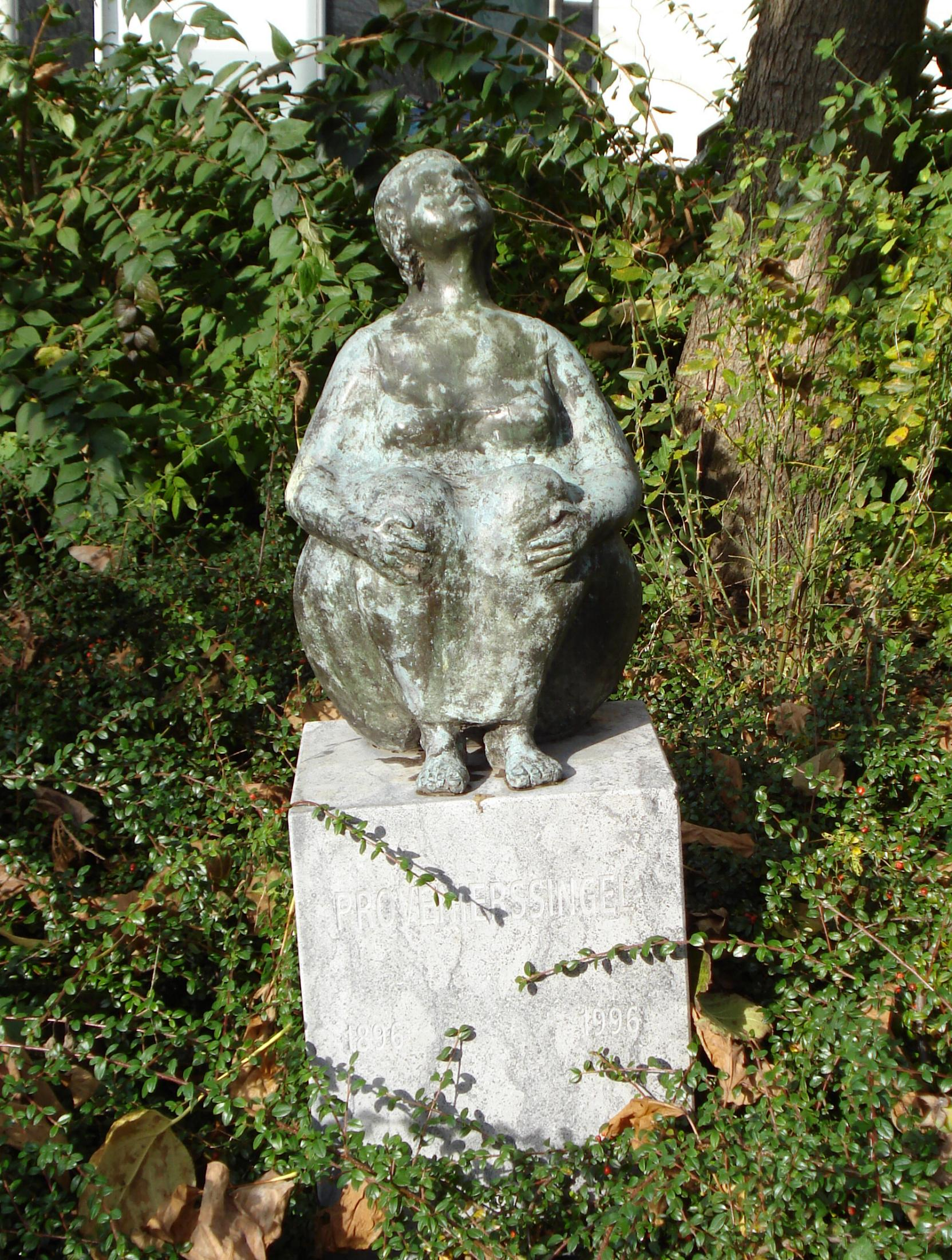
De zonnebaadster
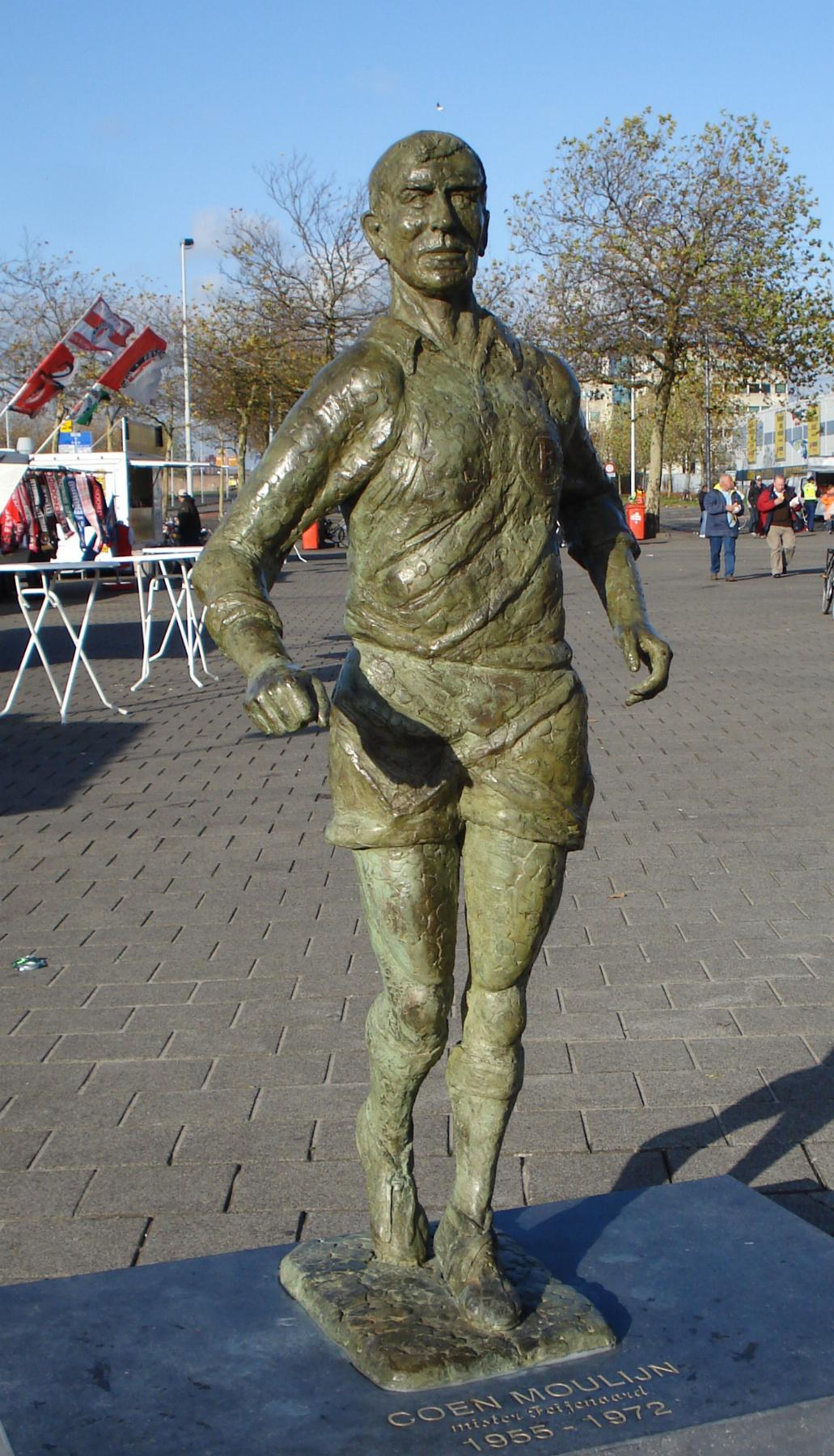
Coen Moulijn